# سلکس سیستمی اینتگراتی
سلکس سیستمی اینتگراتی (به ایتالیایی: SELEX Sistemi Integrati) شرکت سازندهٔ ابزار الکترونیک امنیتی و دفاعی و هوافضا بود. دفتر مرکزی این شرکت در رم بوده و از شرکت‌های وابسته به فین‌مکانیکا بود. این شرکت طراح و سازندهٔ تجهیزات امنیت ملی، سیستم‌ها و حسگرهای رادار دفاع هوایی، مدیریت نبرد. جنگ افزار دریایی، تجهیزات نظارت ساحلی و دریایی و کنترل ترافیک هوایی بود. این شرکت حدوداً دارای ۴۵۰۰ کارمند بود. در تاریخ یکم ژانویه ۲۰۱۳ سلکس سیستمی اینتگراتی با شرکت‌های خواهر سلکس گالیلئو و سلکس الساگ ادغام شد و شرکت سلکس ئی سی را پدید آورد.